# Хомгилохья
Хомгилохья, Хомчи-Лох-Я — река в России, протекает в Красновишерском районе Пермского края. Устье реки находится в 9,2 км по левому берегу реки Малая Мойва. Длина реки составляет 10 км.
Исток реки на главном хребте Северного Урала, по которому здесь проходит граница Европы и Азии, а также водораздел Волги и Оби. Хомгилохья стекает с западного склона хребта Молебный около вершины Эквачахл (1390 НУМ), на другом склоне находятся верховья реки Вижай, приток Лозьвы. Исток Хомгилохьи находится примерно в 1,5 километрах от границы со Свердловской областью.
После истока течёт на север, затем поворачивает на запад, огибая один из отрогов горного хребта. Всё течение проходит в ненаселённой местности среди гор и холмов, поросших тайгой. Характер течения — горный.

## Данные водного реестра
По данным государственного водного реестра России относится к Камскому бассейновому округу, водохозяйственный участок реки — Кама от водомерного поста у села Бондюг до города Березники, речной подбассейн реки — бассейны притоков Камы до впадения Белой. Речной бассейн реки — Кама.
По данным геоинформационной системы водохозяйственного районирования территории РФ, подготовленной Федеральным агентством водных ресурсов:
- Код водного объекта в государственном водном реестре — 10010100212111100004181
- Код по гидрологической изученности (ГИ) — 111100418
- Код бассейна — 10.01.01.002
- Номер тома по ГИ — 11
- Выпуск по ГИ — 1